# Punggak-myeon
Punggak-myeon (koreanska: 풍각면)  är en socken i Sydkorea. Den ligger i kommunen Cheongdo-gun och provinsen Norra Gyeongsang, i den sydöstra delen av landet, 260 km sydost om huvudstaden Seoul.